# San Trovaso

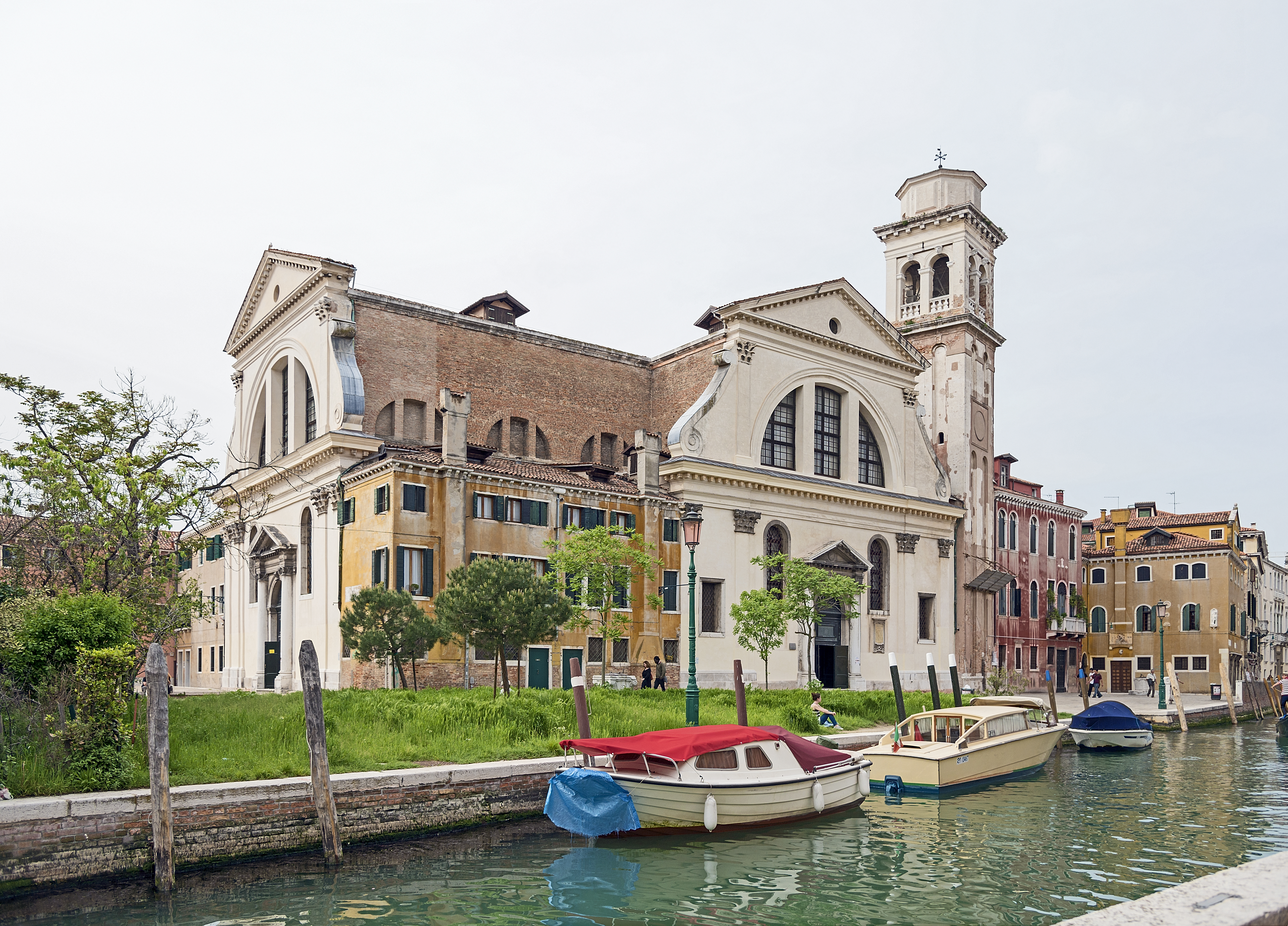
Die Fassade der Kirche San Trovaso zum Rio San Trovaso

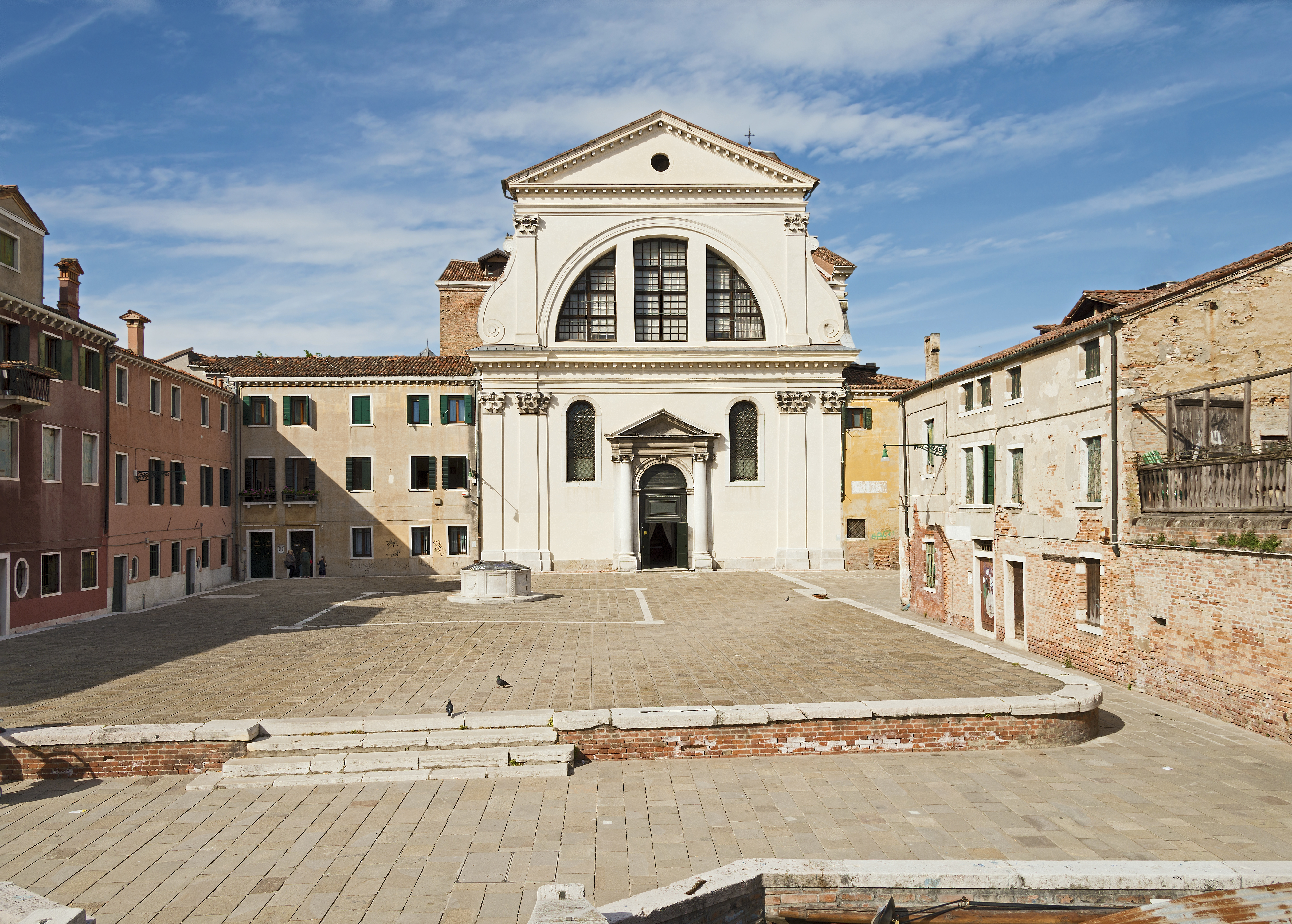
Die Fassade zum Campo San Trovaso

San Trovaso  ist eine Kirche in Venedig am gleichnamigen Campo  (Campo San Trovaso) im Sestiere Dorsoduro. Das heutige Bauwerk entstand ab dem späten 16. Jahrhundert, geht jedoch auf einen Vorgängerbau aus dem 11. Jahrhundert zurück.
Geweiht ist die Kirche den beiden frühchristlichen Heiligen Gervasius und Protasius, deren Namen in für Venedig typische Weise zu Trovaso zusammengezogen wurde.

## Architektur
Der Vorgängerbau der Kirche aus dem 11. Jahrhundert ist nach der Zerstörung durch einen Brand im Jahre 1590 nach Plänen, die fälschlicherweise Andrea Palladio zugeschrieben worden sind, wieder aufgebaut worden. Der Bau besteht aus einem kurzen Langhaus mit einem weiträumigen Querhaus – beide mit Tonnengewölbe –, angrenzenden Kapellen und einem ebenfalls weiträumigen Presbyterium.
Die Kirche zeichnet sich durch zwei fast gleichartige Fassaden aus, die eine zum Campo gerichtet, die zweite zum gleichnamigen Rio San Trovaso. Die Untergeschosse werden jeweils gegliedert durch korinthische Pilaster, Voluten schaffen die Verbindung zu den schmaleren Obergeschossen, die durch große Thermenfenster geöffnet werden. Flache Dreiecksgiebel schließen die Fassaden ab. Die repräsentativen durch eine Ädikula mit Dreiecksgiebel ausgezeichneten Portale werden auf der Platzseite von zwei Rundbogenfenstern begleitet, und auf der Kanalseite zusätzlich von zwei etwas tiefer liegenden rechteckigen Fenstern.
Nach lokaler Tradition sollte durch die beiden separaten Kircheneingänge ein Zusammentreffen von Mitgliedern der verfeindeten Familien Castellani und Nicoletti am Kirchenportal vermieden werden.

## Ausstattung

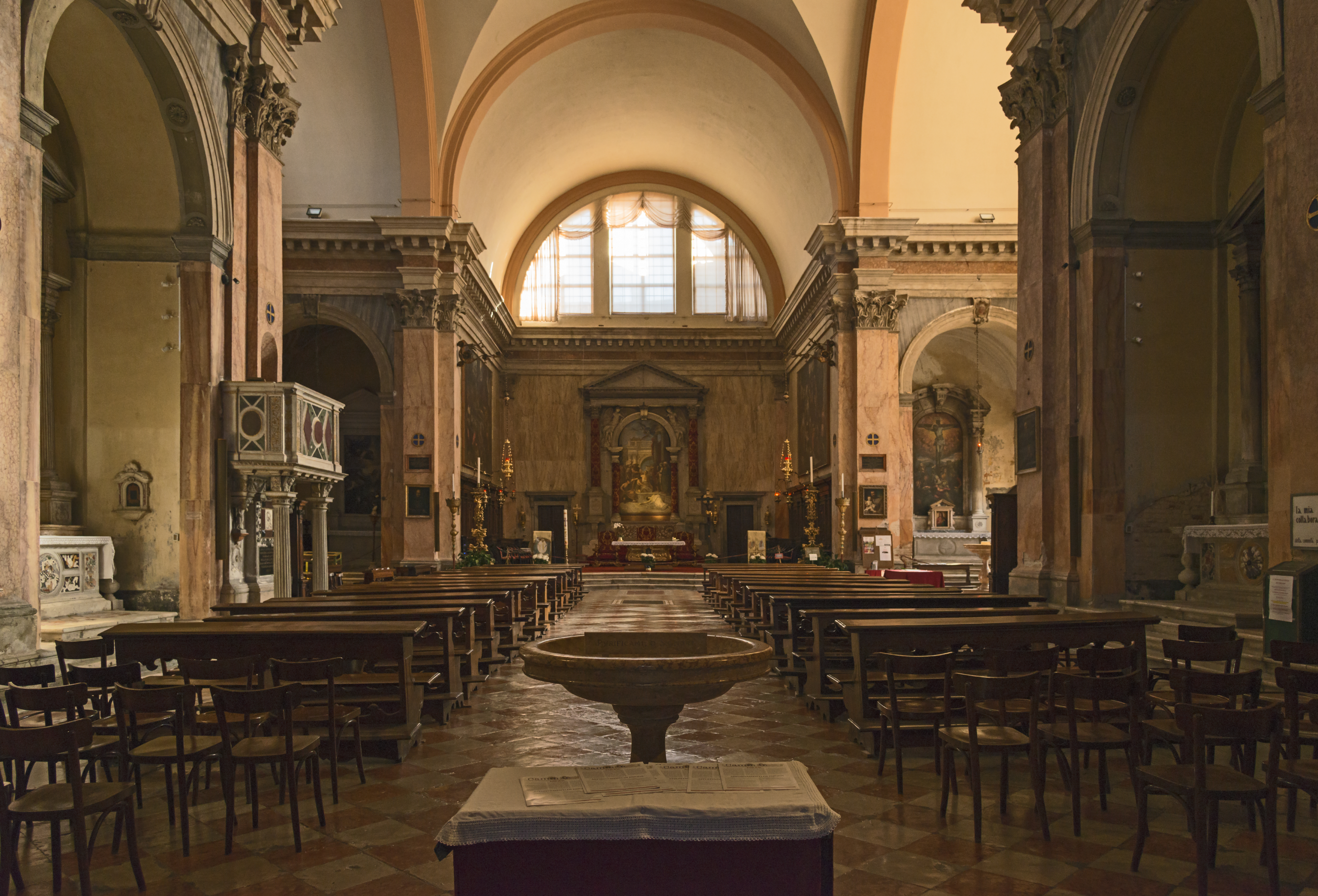
Innenausstattung

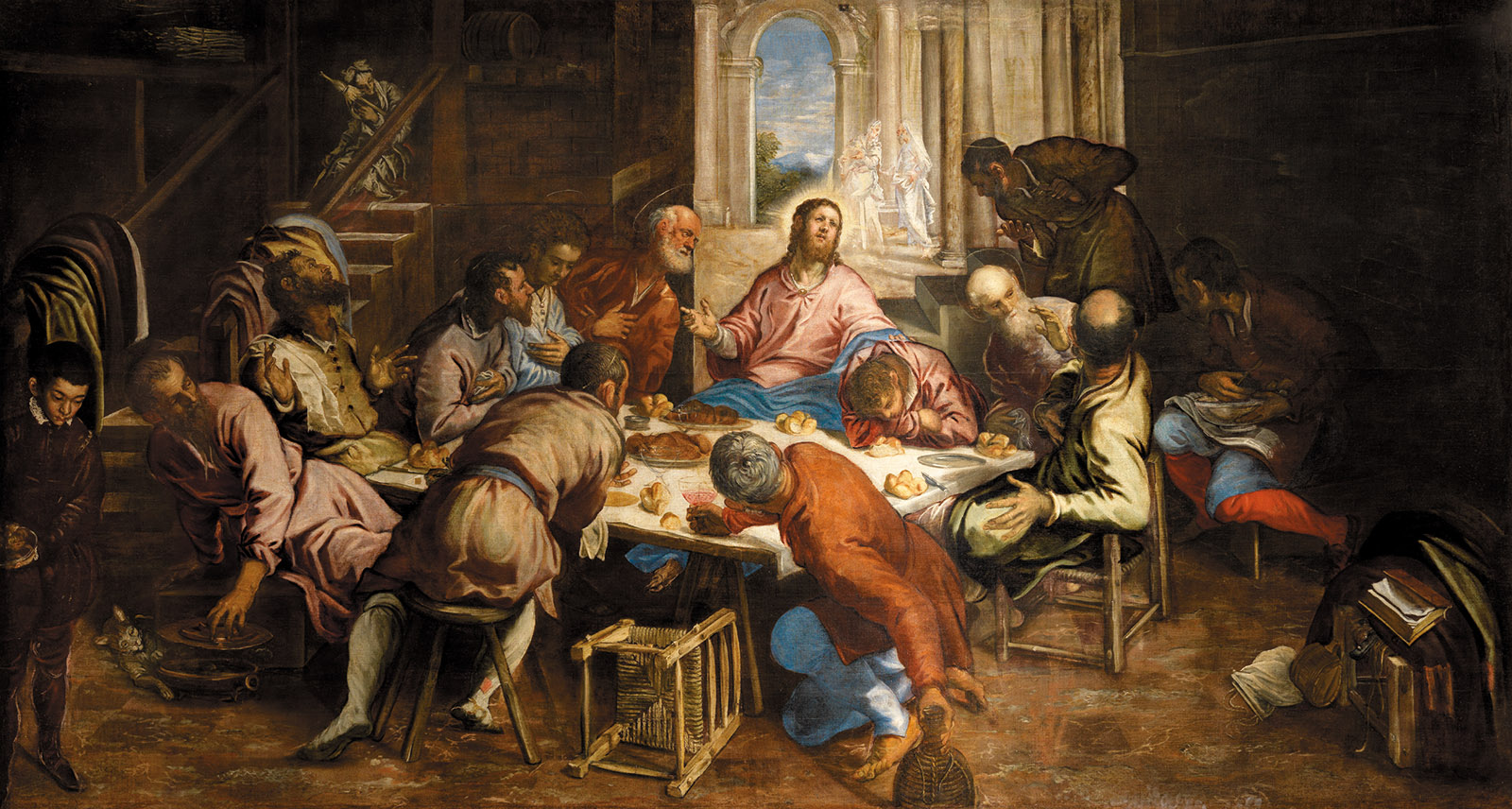
Jacopo Tintoretto: Letztes Abendmahl, 1566

Neben einem Madonnenbild von Giovanni Bellini an der rechten Langhausseite birgt die Kirche verschiedene bedeutende Beispiele venezianischer Malerei des 16. Jahrhunderts. In einer Kapelle auf der rechten Seite des Presbyteriums hängt ein Tafelbild des Venezianers Michele Giambono,  Der Hl. Chrysogonos zu Pferd. Die Gemälde an den Seitenwänden im Presbyterium sind Arbeiten aus der Tintoretto-Werkstatt und stellen die Anbetung der Könige und die Verweisung Joachims aus dem Tempel dar.
Tintoretto selbst schuf 1566 die ungewöhnlich bewegte und dramatische Darstellung des Abendmahls im Querschiff, sowie die Versuchung des Heiligen Abtes Antonius in einer Seitenkapelle des Presbyteriums, eine Stiftung von Antonio Milledonne, Sekretär des venezianischen Senats, aus dem Jahr 1577. Von Rosalba Carrieras Hand ist das Madonnenbildnis in der Sakristei der Kirche. 